# Gaastra (fietsen)
Gaastra fietsen dragen de naam "Fyts" wat het Friese woord is voor 'fiets'.
Gaastra fietsen zijn zwart van kleur, behoren tot de categorie 'trekking bikes' van het bedrijf 'Bike Basics'.

## Geschiedenis
De oprichter van het bedrijf 'Bike Basics' is Gerrit Gaastra. Hij is een achterkleinkind van Andries Gaastra, de oprichter van de Batavus fietsfabriek.
De Gaastra familie heeft nog meer Nederlandse fietsmerken opgericht: naast Batavus ook Koga-Miyata en Idworx. De vier G's in het logo slaan op de vier generaties.
Gaastra fietsen is een Nederlands merk, maar ze worden in Duitsland gefabriceerd in dezelfde fabriek als IdWorx fietsen, voornamelijk voor de Nederlandse en Duitse markt.

## Trivia
Gerrit Gaastra permitteert zich dezelfde arrogantie als Henry Ford destijds met de T-Ford met de opmerking: “You can choose any color, as long as it is black.”